# Pilot (Jak jsem poznal vaši matku)
Pilot (v anglickém originále Pilot) je 1. díl 1. řady amerického seriálu Jak jsem poznal vaši matku. Premiérově byl uveden 19. září 2005 na stanici CBS, v Česku byl poprvé vysílán 26. listopadu 2009 na stanici Prima Cool. Scénář napsali Carter Bays a Craig Thomas, režírovala jej Pamela Fryman.

## Děj
Student práv Marshall Eriksen chce požádat o ruku svoji dlouholetou přítelkyni Lily Aldrinovou. Řekne o tom svému spolubydlícímu/příteli z univerzity Tedovi, kterého to donutí k zamyšlení, že v 27 letech je již čas najít „tu pravou“. U MacLarena, v baru nacházejícího se pod bytem, Ted se svým kamarádem, sukničkářem Barneym, potkávají Robin Scherbatskou, novinářku Metro News 1, která je v New Yorku nová. Ted přemýšlí, jak Robin oslovit, zatímco Barney použije svoji klasickou hlášku „Uuuž se znáš s Tedem?“.
První rande skončí předčasně, když Robin musí odejít kvůli reportáži. Tedovi dojde, že prošvihnul „signál“ Robin políbit a snaží se o další setkání. Symbolicky ukradne modrý lesní roh z restaurace, kde s Robin měl rande a jde k ní domů. V bytě spolu začnou tančit a Ted jí řekne, že jí miluje. Robin je ohromená a zmatená a Ted se rozhodne, že radši odejde.
Po rozloučení, když Ted vysvětlil, že není dobré být single, opět prošvihnul „signál“, čímž zklamal své přátele, když jim v baru vysvětloval, co se stalo.
Epizoda končí v roce 2030, když Ted oznámil dětem, že takhle potkal jejich tetu Robin.

## Hodnocení
- IMDb – 8,5/10[1]
- ČSFD – 90 %[2]